# Enizemum townesae
Enizemum townesae är en stekelart som beskrevs av Baltazar 1955. Enizemum townesae ingår i släktet Enizemum och familjen brokparasitsteklar. Inga underarter finns listade i Catalogue of Life.